# Nostalgia BOX
『Nostalgia BOX』は、加藤和樹の6枚目のミニ・アルバムである。

## 概要
- TYPE-AとTYPE-Bの2種類がある。

## 収録内容
＜TYPE-A＞

・CD

1. ノスタルジックオレンジ
2. Still alive
3. もしも
4. wishing your happiness
5. vintage
6. また明日

・DVD

「ノスタルジックオレンジ」Music Video ＋ Jacket Shooting Making Movie
＜TYPE-B＞

・CD

1. ノスタルジックオレンジ
2. Still alive
3. もしも
4. wishing your happiness
5. vintage
6. また明日

・DVD

「ノスタルジックオレンジ」Music Video ＋ Music Video Making Movie